# Underground 3
Underground 3 è il terzo EP del gruppo musicale statunitense Linkin Park, pubblicato il 17 novembre 2003 dalla Machine Shop Recordings.

## Descrizione
Terzo EP pubblicato dal fan club ufficiale del gruppo, LP Underground, Underground 3 contiene i cinque brani esclusi dalla versione audio dall'album dal vivo Live in Texas con l'aggiunta dei video dal vivo di Don't Stay e Faint e il video musicale di From the Inside.
Nel 2023 i brani sono stati inclusi nell'edizione vinile di Live in Texas pubblicata all'interno dell'edizione box set del secondo album Meteora.

## Tracce
Testi di Linkin Park, eccetto dove indicato.
1. Don't Stay (Live from Summer Sanitarium) – 3:11
2. Figure.09 (Live from Summer Sanitarium) – 3:48
3. With You (Live from Summer Sanitarium) – 3:20 (Linkin Park, The Dust Brothers)
4. By Myself (Live from Summer Sanitarium) – 4:06
5. A Place for My Head (Live from Summer Sanitarium) – 3:57 (Linkin Park, Mark Wakefield)

Contenuti multimediali
1. LPU Worldwide Video
2. From the Inside (Video)
3. Faint (Live Footage from Jimmy Kimmel Live!)
4. Don't Stay (Live Footage from Jimmy Kimmel Live!)

## Formazione
Hanno partecipato alle registrazioni, secondo le note di copertina:
Gruppo
- Chester Bennington – voce
- Rob Bourdon – batteria
- Brad Delson – chitarra
- Joe Hahn – giradischi, campionatore
- Phoenix – basso
- Mike Shinoda – rapping

Produzione
- Josh Abraham – produzione, missaggio
- Ryan Williams – registrazione
- Brandon Belsky – ingegneria Pro Tools